# Distrito electoral local 16 de Chihuahua
El Distrito electoral local 16 de Chihuahua es uno de los 22 Distritos Electorales en los que se encuentra dividido el territorio del estado de Chihuahua y uno de los 5 en los que se divide la ciudad de Chihuahua. Su cabecera es Chihuahua.
Desde el proceso de redistritación de 2022 abarca la zona sur de la ciudad de Chihuahua y la totalidad del sur del Municipio de Chihuahua.

## Distritaciones anteriores

### Distritación de 1989
En la distritación de 1989 este distrito fue introducido teniendo como cabecera a la ciudad de Ciudad Juárez, abarcando la zona sur del Municipio de Juárez así como la totalidad de los municipios de Ahumada, Guadalupe y Práxedis G. Guerrero.

### Distritación de 1995
Para 1995 el distrito pasó a tener cabecera en Hidalgo del Parral abarcando los municipios de Allende, Hidalgo del Parral, Jiménez y López.

### Distritación de 1997
En 1997 pasó a tener su cabecera en Chihuahua, abarcando la zona sur del Municipio de Chihuahua.

### Distritación de 2012
Para 2012 el distrito continuó abarcando la misma zona que abarcaba anteriormente, con cabecera en Chihuahua.

### Distritación de 2015
Entre 2015 y 2022, el distrito continuó teniendo su cabecera en la ciudad de Chihuahua, esta vez abarcando la zona centro de la ciudad de Chihuahua.

## Diputados por el distrito
| Diputado                        | Grupo parlamentario | Legislatura | Periodo     | Cabecera distrital Según cada distritación |
| ------------------------------- | ------------------- | ----------- | ----------- | ------------------------------------------ |
| Víctor Valencia de los Santos   |                     | LVI         | 1989 - 1992 | Ciudad Juárez                              |
| Gustavo Adolfo Sonia Luna       |                     | LVII        | 1992 - 1995 | Ciudad Juárez                              |
| José Silveyra Hinojos           |                     | LVIII       | 1995 - 1998 | Hidalgo del Parral                         |
| Patricia Borunda Lara           |                     | LIX         | 1998 - 2001 | Chihuahua                                  |
| Mario Trevizo Salazar           |                     | LX          | 2001 - 2004 | Chihuahua                                  |
| Marco Adán Quezada Martínez     |                     | LXI         | 2004 - 2006 | Chihuahua                                  |
| Francisco Javier Salcido Lozoya |                     | LXI         | 2006 - 2007 | Chihuahua                                  |
| Jorge Neaves Chacón             |                     | LXII        | 2007 - 2010 | Chihuahua                                  |
| Ricardo Boone Salmón            |                     | LXIII       | 2010 - 2013 | Chihuahua                                  |
| Eloy García Tarín               |                     | LXIV        | 2013 - 2016 | Chihuahua                                  |
| Miguel La Torre Sáenz           |                     | LXV         | 2016 - 2018 | Chihuahua                                  |
| Miguel La Torre Sáenz           |                     | LXVI        | 2018 - 2021 | Chihuahua                                  |
| Mario Vázquez Robles            |                     | LXVII       | 2021 - 2022 | Chihuahua                                  |
| Mario Rodríguez Saldaña         |                     | LXVII       | 2022 -      | Chihuahua                                  |

## Resultados Electorales

### 2016
|  | 53.61 % |

|  | 23.47 % |

|  | 2.03 % |

|  | 2.63 % |

|  | 4.45 % |

|  | 6.08 % |

|  | 3.68 % |

|  | 0.21 % |

|  | 3.86 % |

|  | 100.00 % |

### 2013
|  | 32.88 % |

|  | 48.04 % |

|  | 1.71 % |

|  | 4.38 % |

|  | 2.62 % |

|  | 2.46 % |

|  | 3.92 % |

|  | 0.15 % |

|  | 3.84 % |

|  | 100.00 % |

### 2010
|  | 32.21 % |

|  | 53.94 % |

|  | 1.48 % |

|  | 1.33 % |

|  | 2.25 % |

|  | 0.28 % |

|  | 6.50 % |

|  | 0.32 % |

|  | 6.65 % |

|  | 100.00 % |

### 2007
|  | 40.11 % |

|  | 44.38 % |

|  | 8.72 % |

|  | 2.02 % |

|  | 2.25 % |

|  | 0.23 % |

|  | 0.03 % |

|  | 2.26 % |

|  | 100.00 % |

### 2004
|  | 41.76 % |

|  | 56.15 % |

|  | 0.02 % |

|  | 2.08 % |

|  | 100.00 % |

### 2001
|  | 36.51 % |

|  | 48.09 % |

|  | 5.09 % |

|  | 2.69 % |

|  | 3.38 % |

|  | 0.43 % |

|  | 0.17 % |

|  | 1.93 % |

|  | 0.00 % |

|  | 1.71 % |

|  | 100.00 % |

### 1998
|  | 38.30 % |

|  | 50.32 % |

|  | 4.82 % |

|  | 1.05 % |

|  | 0.95 % |

|  | 2.70 % |

|  | 0.01 % |

|  | 1.84 % |

|  | 100.00 % |

### 1995
|  | 33.06 % |

|  | 56.58 % |

|  | 3.07 % |

|  | 0.25 % |

|  | 1.04 % |

|  | 3.75 % |

|  | 0.16 % |

|  | 2.07 % |

|  | 100.00 % |

### 1992
|  | 47.50 % |

|  | 42.39 % |

|  | 0.24 % |

|  | 0.55 % |

|  | 5.76 % |

|  | 0.15 % |

|  | 2.77 % |

|  | 100.00 % |

### 1989
|  | 27.23 % |

|  | 49.60 % |

|  | 0.60 % |

|  | 0.20 % |

|  | 0.51 % |

|  | 8.56 % |

|  | 0.00 % |

|  | 13.31 % |

|  | 100.00 % |